# Gonatoraphis lysistrata
Gonatoraphis lysistrata är en spindelart som beskrevs av Miller 2007. Gonatoraphis lysistrata ingår i släktet Gonatoraphis och familjen täckvävarspindlar.
Artens utbredningsområde är Colombia. Inga underarter finns listade i Catalogue of Life.